# Perkun 98
Perkun 98 – polski motocykl z lat 1938–1939 z Towarzystwa Fabryki Motorów "PERKUN" S.A. w Warszawie.
Motocykl został skonstruowany przez inżynierów z TFM „PERKUN" S.A. i produkowany był do roku 1939. Przewidywano stosowanie silnika M.A.G., na który zakupiono licencję, ale stosowano także importowane silniki Villiers i Sachs. Przypuszczalnie zbudowano ich 200-300. 

## Dane techniczno-eksploatacyjne
- Silnik: jednocylindrowy, dwusuwowy.
- Pojemność skokowa: 98 cm³
- Stopień sprężania: 5:1.
- Moc maksymalna: 3 KM przy 3000 obr. / min.
- Sprzęgło: mokre, jednotarczowe.
- Skrzynia biegów: o trzech przełożeniach, sterowana ręcznie.
- Rama: rurowa, pojedyncza, zamknięta.
- Zawieszenie przednie: widelec trapezowy.
- Zawieszenie tylne: sztywne.
- Hamulce: szczękowe mechaniczne. Ręczny na koło przednie, nożny na koło tylne.
- Masa własna: około 70 kg.
- Zużycie paliwa: 2,5 l / 100 km.
- Prędkość maksymalna: 70 km/h.